# Malden (Massachusetts)
Malden – miasto w Stanach Zjednoczonych, w stanie Massachusetts, w aglomeracji Bostonu.
W mieście rozwinął się przemysł gumowy, metalowy, chemiczny, odzieżowy oraz elektroniczny.